# Long Jiang (vattendrag i Kina, Fujian)
Long Jiang är ett vattendrag i Kina. Det ligger i provinsen Fujian, i den sydöstra delen av landet, omkring 47 kilometer söder om provinshuvudstaden Fuzhou.
Genomsnittlig årsnederbörd är 1 738 millimeter. Den regnigaste månaden är augusti, med i genomsnitt 270 mm nederbörd, och den torraste är oktober, med 24 mm nederbörd.